# 18th Vermont Infantry
Le 18th Vermont Volunteer Infantry Regiment est un régiment d'infanterie du Vermont qui n'a pas pu terminer son organisation pour servir dans l'armée de l'Union pendant la guerre de Sécession.